# Bandera de Sud-àfrica
La bandera nacional de la República de Sud-àfrica es va adoptar el 26 d'abril de 1994. La va concebre F. Brownell, després d'un intent anterior de crear una nova bandera, demanant suggeriments al públic, que no va tenir èxit.
Malgrat la seva novetat, la bandera es va convertir en un gran símbol nacional, fins i tot entre els sud-africans amb pell blanca, la bandera dels quals es va substituir, i ara es pot veure en esdeveniments esportius i similars.

## Disseny
La millor manera de descriure la bandera és amb dues bandes horitzontals de vermell (a dalt) i blau, separades per una perla horitzontal verda, els braços de la qual acaben al costat del pal. La perla defineix un triangle isòsceles negre, separat per llistes grogues estretes. Les bandes vermella i blava estan separades de l'àrea verda per llistes blanques estretes.
Juntament amb la bandera del Sudan del Sud, són les úniques del món amb sis colors.
| Colors  | Color tèxtil                  | Pantone equivalent | RGB hexadecimal | RGB decimal   | Mostra |
| ------- | ----------------------------- | ------------------ | --------------- | ------------- | ------ |
| Verd    | CKS 42 c Spectrum green       | 3415 c             | #007A4D         | 0, 122, 77    |        |
| Negre   | CKS 401 c Blue black          |                    | #000000         | 0, 0, 0       |        |
| Blanc   | CKS 701 c National flag white |                    | #FFFFFF         | 255, 255, 255 |        |
| Daurat  | CKS 724 c Gold yellow         | 1235 c             | #FFB612         | 255, 182, 18  |        |
| Vermell | CKS 750 c Chilli red          | 179 c              | #DE3831         | 222, 56, 49   |        |
| Blau    | CKS 762 c National flag blue  | Reflex blue c      | #002395         | 0, 35, 149    |        |

## Altres banderes

Bandera de la Marina.

## Banderes històriques

Bandera de l'Àfrica del Sud de 1910 a 1928.
Bandera de 1928 a 1982.
Bandera de 1982 a 1994.